# 陳天元
陳天元（1434年—？年），字宗仁，四川敘州府宜賓縣人，軍籍，治《書經》。

## 生平
十一月初四日生，行一，由國子生中式四川鄉試第五十五名舉人，會試中式第二百九十六名。年四十二歲中式成化十一年乙未科第三甲第一百八十五名進士。

## 家族
曾祖陳勝宗；祖陳希貴；父陳聰；母張氏。嚴侍下，妻王氏，繼妻歐氏；弟天泰；天規；天準。